# トマス・シン (第2代バース侯爵)

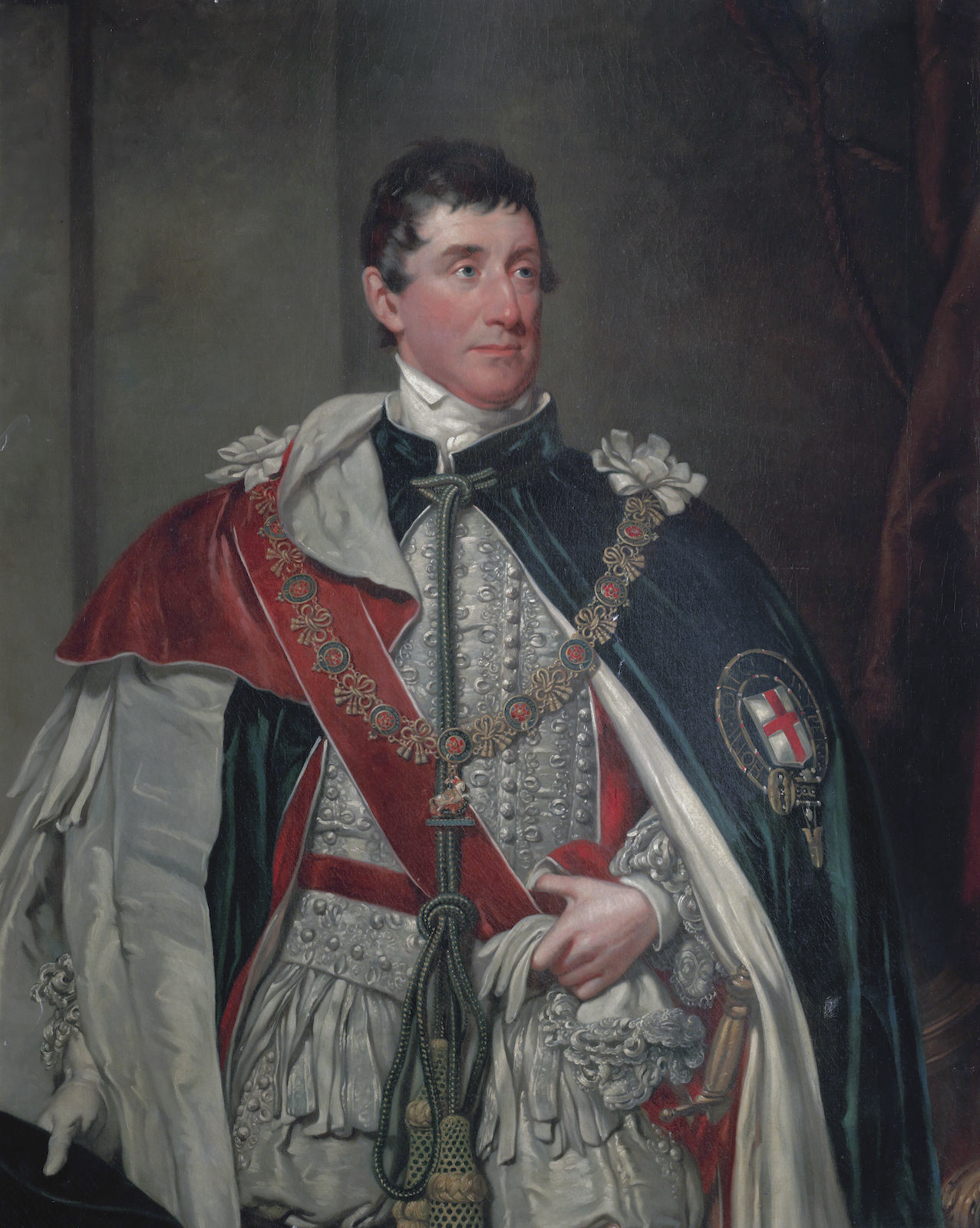
第2代バース侯爵

第2代バース侯爵トマス・シン（英: Thomas Thynne, 2nd Marquess of Bath,KG、1765年1月25日 - 1837年3月27日）は、イギリスの貴族、トーリー党の政治家。ガーター勲章勲爵士（KG）、ロンドン考古協会フェロー（FSA）、ロンドン・リンネ協会フェロー（FLS）。
父親がバース侯爵に叙された1789年から自身が襲爵する1796年まではウェイマス子爵（Viscount Weymouth）の儀礼称号で称された。

## 生涯
第3代ウェイマス子爵トマス・シン（後の初代バース侯爵）の長男として生まれる。母エリザベスは第2代ポートランド公爵ウィリアム・ベンティンクの娘。パブリックスクールのウィンチェスター・カレッジを経てケンブリッジ大学セント・ジョンズ・カレッジで学び、1787年に修士号（M.A.）を取得。
1786年から1790年までハートフォードシャー州ウェオブリー選挙区選出の、1790年から襲爵により貴族院へ移る1796年までサマセット州バース選挙区選出のトーリー党所属庶民院議員。1819年にサマセット統監へ任じられ、1823年にはガーター勲章を授けられた。
1837年3月27日にロンドンのロア・グローヴナー・ストリートで死去し、ウィルトシャー州のロングリートに葬られた。爵位は次男のウェイマス子爵ヘンリー・シンが相続した。

## 家族
妻は第4代トリントン子爵ジョージ・ビングの三女イザベラ・エリザベスで、1794年4月14日に結婚。彼女との間に以下の子供をもうけた。
- レディ・エリザベス・シン （1795年 - 1866年） - 初代コーダー伯爵（英語版）ジョン・キャンベル（英語版）夫人
- ウェイマス子爵トマス・シン （1796年 - 1837年）
- ヘンリー・フレデリック・シン卿（1837年よりウェイマス子爵） （1797年 - 1837年） - 第3代バース侯爵（1837年襲爵）
- ジョン・シン卿 （1798年 - 1881年）
- ウィリアム・シン卿 （1803年 - 1890年[9]） - 陸軍中佐
- フランシス・シン卿 （1805年 - 1821年）
- エドワード・シン卿（英語版） （1807年 - 1884年[10]） - 庶民院議員
- レディ・ルイーザ・シン （1808年頃 - 1859年[11]） - 第3代ヘアウッド伯爵ヘンリー・ラッセルズ（英語版）夫人
- レディ・シャーロット・アン・シン（英語版） （1811年 - 1895年） - 女官長（Mistress of the Robes; 衣装係女官）。第5代バクルー公爵ウォルター・モンタギュー・ダグラス・スコット夫人
- チャールズ・シン卿 （1813年 - 1894年）